# 弗勒登塔爾懸垂定理
在數學的同倫論中，弗勒登塔爾懸垂定理是一條基礎定理，引發出穩定同論群的概念，從而產生了穩定同倫論。這條定理是漢斯·弗勒登塔爾在1937年證明，說明了把一個空間取懸垂時，這個空間的同倫群的表現。

## 定理
令X為n-連通點標空間（點標CW複形或點標單純集合）。映射
X → Ω(X ∧ S1)
誘導出群同態
πk(X) → πk(Ω(X ∧ S1)).
此處∧是smash積，Ω是閉路函子。X的懸垂是X ∧ S1。
弗勒登塔爾懸垂定理指出，若k ≤ 2n，則所誘導的同態是群同構；若k = 2n + 1，則是滿射。
閉路空間的一個初等結果是
πk(Ω(X ∧ S1)) ≅ πk+1(X ∧ S1).
因此定理中的映射也可以改換為
πk(X) → πk+1(X ∧ S1),
但是要當心定理中同倫群的指數是哪一個。

## 推論
- 因為n-球面Sn是(n − 1)-連通的，由定理知對n ≥ k + 2，同倫群πn+k(Sn)穩定，即是不依賴於n。（n-球面Sn的懸垂是(n+1)-球面Sn+1）這些同倫群是球面的第k個穩定同倫群（英语：homotopy group of spheres）。

- 更一般地，固定k ≥ 1，對n ≥ k/2，對任何n-連通空間X都可以定義穩定同倫群。這其實是與X相關的譜（英语：Spectrum (topology)）的穩定同倫群。